# 张士诚纪功碑
张士诚纪功碑位于江苏省苏州市报恩寺塔院内，原名“隆平造像碑”。建于元末，是较少见的元代石碑刻。1957年被列为江苏省文物保护单位。

## 历史
张士诚为元末起义领袖，元至正十三年（1353年）起，先于泰州、高邮等地攻破元军，占据城池，后打下苏州（时称平江路），并定都于此，改名隆平府，自称为吴王。至正十七年降元，元帝两次赏赐御酒、龙衣，张士诚厚待来使，以此为荣。
纪功碑高3.07米，宽1.47米，上下共分四段，描绘了张士诚大摆筵席宴请元使的景象。最上为侍从手持华盖及祥云图纹。其下为正殿、配殿，张士诚及各大臣分坐，摆有宴席。再下为庑殿，有使者进献珍宝。最下为台下武士军马。全碑共雕有人物118人。碑刻用深浮雕法，雕工精细，画面恢宏大气，具有大的历史和艺术价值。
纪功碑建造者不详，一说为苏州富商沈万三为纪念张士诚之功绩而立。碑原立于报恩寺门外，1919年将碑移入寺院内，1924年建造碑亭，1985年改建。亭有匾“武梁遗轨”， 表此碑雕刻类似山东武梁祠画像石。

## 图集

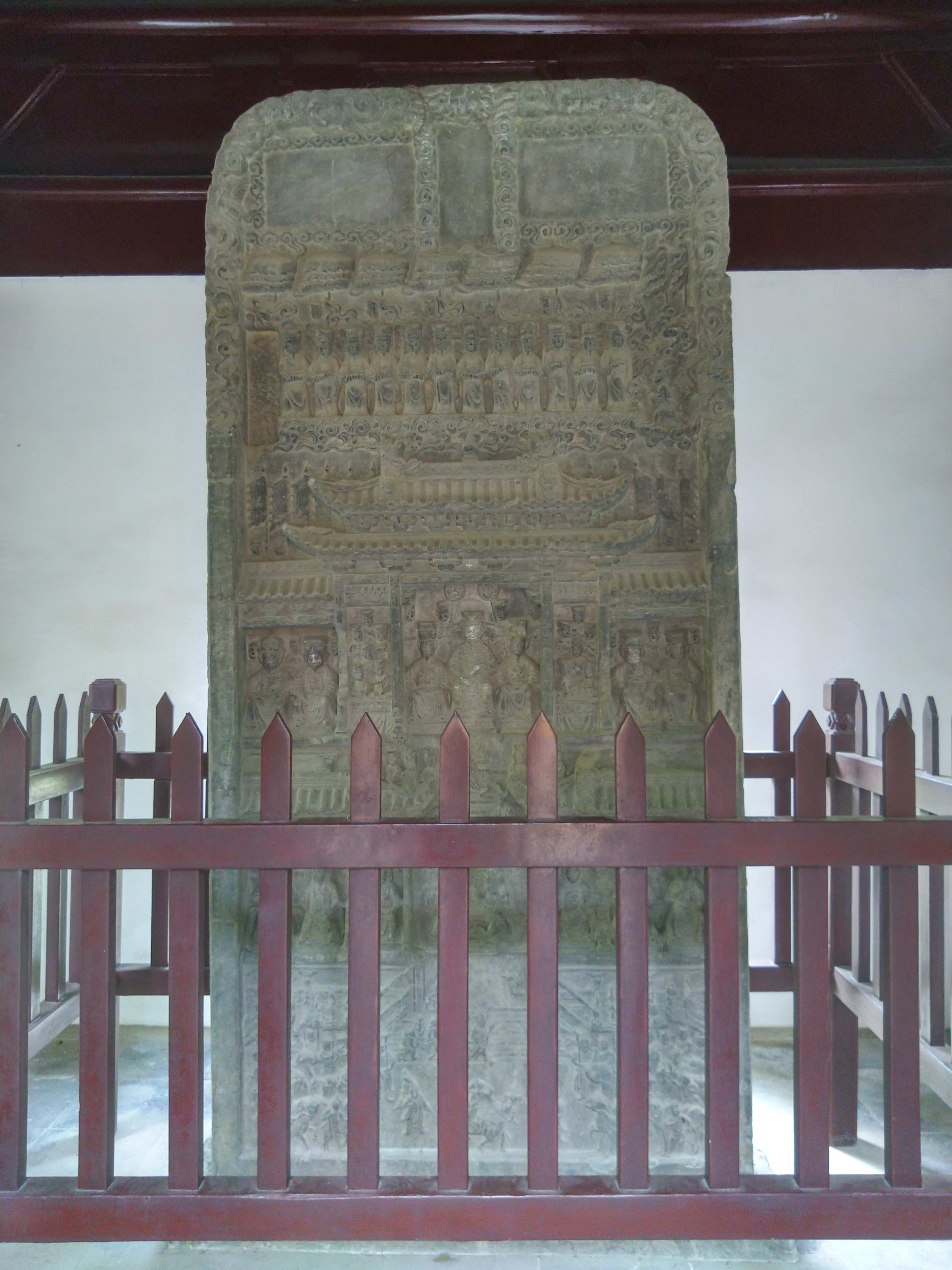
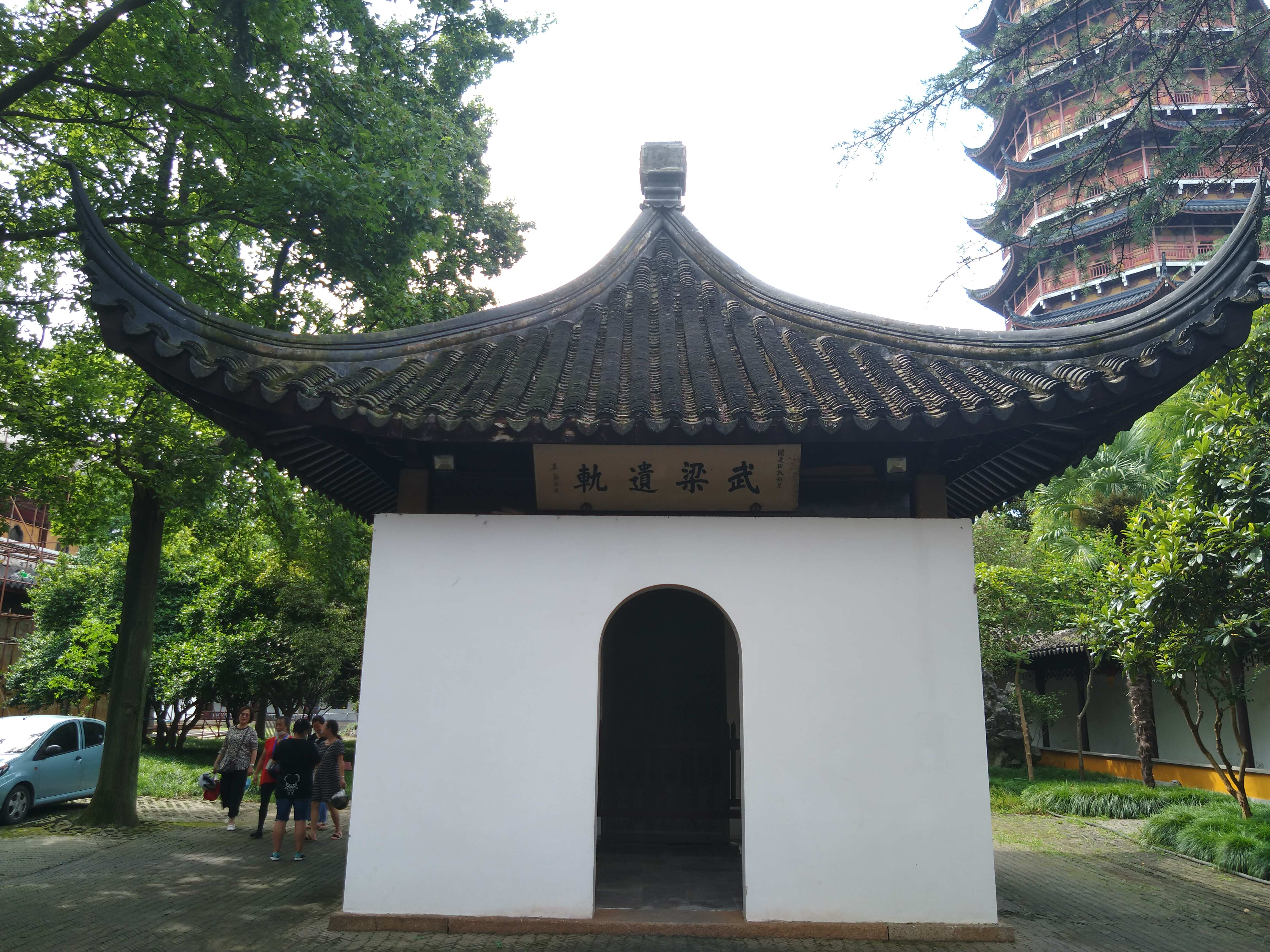
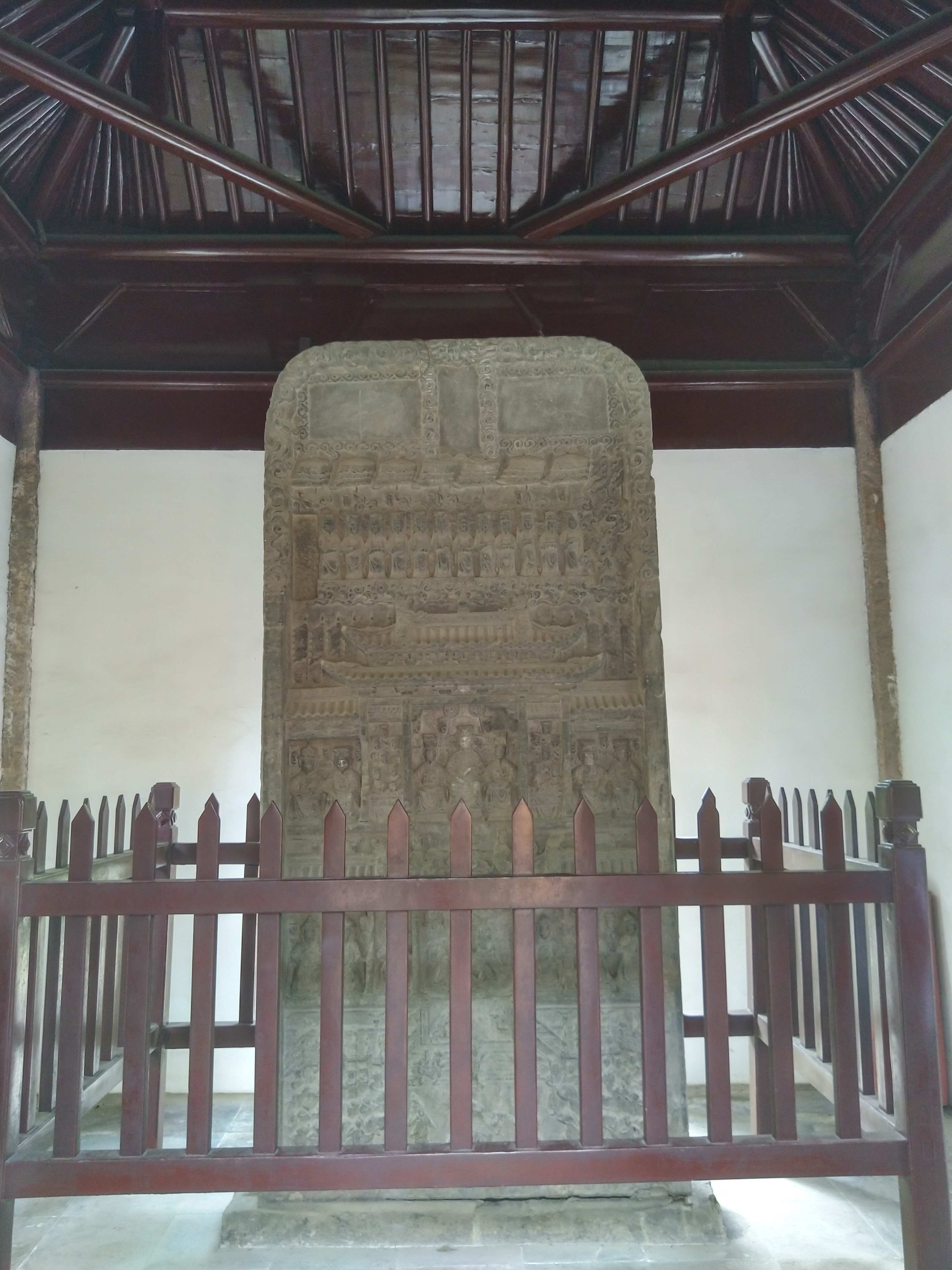
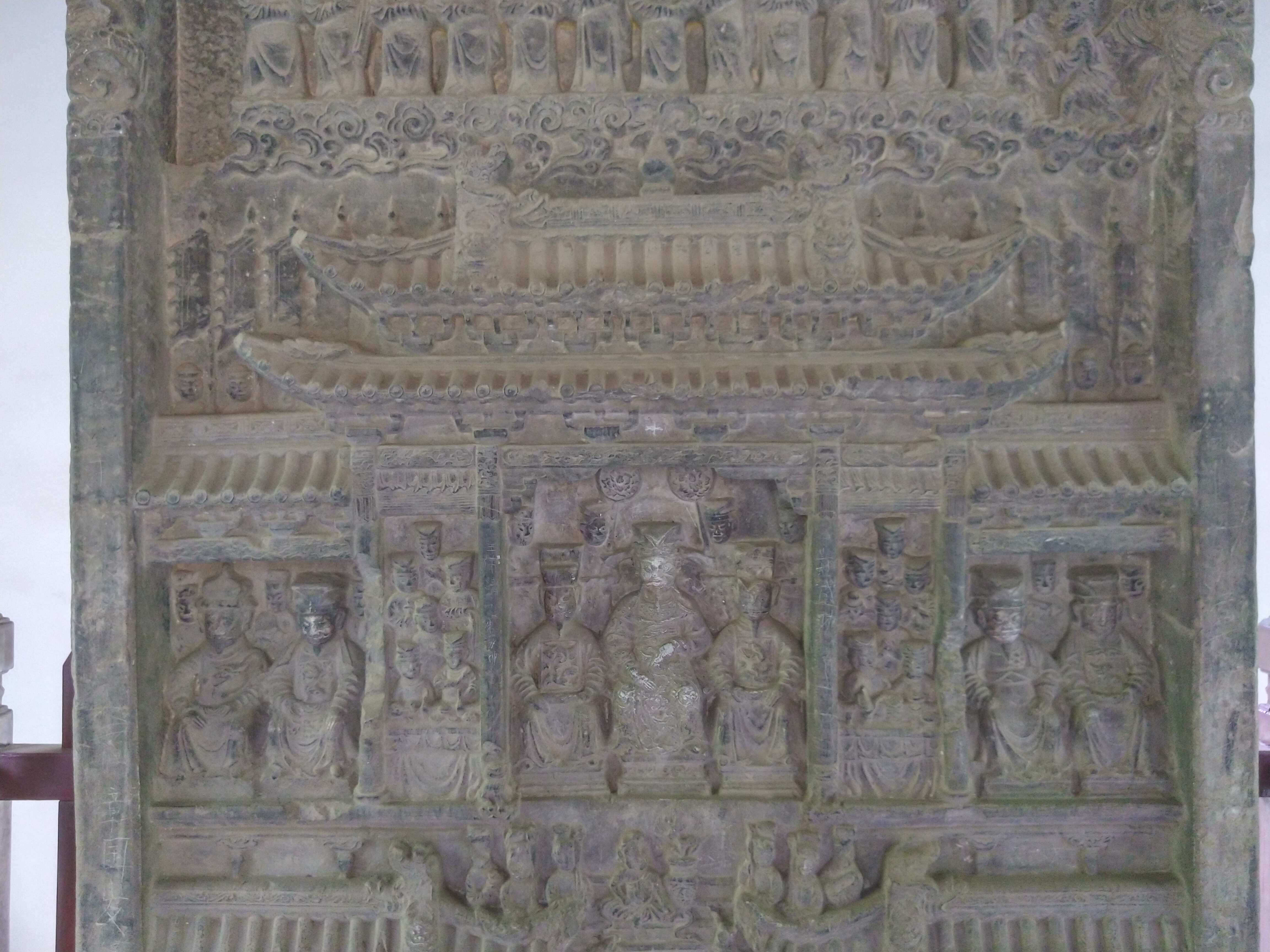